# Volta Redonda
Volta Redonda là một đô thị thuộc bang Rio de Janeiro, Brasil. Đô thị này có diện tích 182,317 km², dân số năm 2007 là 258145 người, mật độ 1415,9 người/km².